# كرة القدم في دورة الألعاب الآسيوية
بدأت كرة القدم الرجالية في الألعاب الآسيوية منذ نسخة 1951. وانضمت كرة القدم النسائية في 1990.
منذ دورة الألعاب الآسيوية 2002، اختير الحد العمري لفرق الرجال أقل من 23 عامًا بالإضافة إلى ثلاثة لاعبين أكبر من ذلك لكل منتخب،  وذلك لتكون مثل الحد العمري في كرة القدم في الألعاب الأولمبية الصيفية. كازاخستان لا تشارك في رابطة كرة القدم لدورة الألعاب الآسيوية من عام 2002 لأن اتحاد كازاخستان لكرة القدم غادر الاتحاد الآسيوي لكرة القدم وانضم لالاتحاد الأوروبي لكرة القدم. على الرغم من أن أستراليا عضو في الاتحاد الآسيوي لكرة القدم منذ عام 2006 ، إلا أنها لا تستطيع المشاركة لأن اللجنة الأولمبية الأسترالية تابعة إلى أوقيانيا.

## بطولات الرجال

### الملخص
| السنة | المستضيف          |                   | النهائي | النهائي          | النهائي             |         | تحديد المركز الثالث                                                    | تحديد المركز الثالث | تحديد المركز الثالث |
| السنة | المستضيف          | الميدالية الذهبية | النتيجة | الميدالية الفضية | الميدالية البرونزية | النتيجة | المركز الرابع                                                          |                     |                     |
| ----- | ----------------- | ----------------- | ------- | ---------------- | ------------------- | ------- | ---------------------------------------------------------------------- | ------------------- | ------------------- |
| 1951  | نيو دلهي، الهند   | · الهند           | 1–0     | · إيران          | · اليابان           | 2–0     | [[ملف:{{{flag alias-1931}}}\|30x27px\|border \|alt=\|link=]] أفغانستان |                     |                     |
| 1954  | مانيلا، الفلبين   | · جمهورية الصين   | 5–2     | · كوريا الجنوبية | · بورما             | 5–4     | · إندونيسيا                                                            |                     |                     |
| 1958  | طوكيو، اليابان    | · جمهورية الصين   | 3–2     | · كوريا الجنوبية | · إندونيسيا         | 4–1     | · الهند                                                                |                     |                     |
| 1962  | جاكرتا، إندونيسيا | · الهند           | 2–1     | · كوريا الجنوبية | · مالايا            | 4–1     | · فيتنام الجنوبية                                                      |                     |                     |
| 1966  | بانكوك، تايلند    | · بورما           | 1–0     | · إيران          | · اليابان           | 2–0     | · سنغافورة                                                             |                     |                     |